# Miriam Webster
Miriam Webster é cantora e solista  australiana do grupo  Hillsong Music Australia da Igreja que leva o mesmo nome situada em Sydney, Nova Gales do Sul, Austrália.

## Biografia
Aos 15 anos, Miriam Webster foi  vencedora de um prêmio interestadual de música em Nova Gales do Sul. Posteriormente, Ela também lançou um CD chamado “Never Alone” e excursionou, em 1995, pelo estado de Victoria através da Kingdom Wise Productions participando de 22 eventos acontecidos em igrejas, escolas e rádios. Desde 1997, Miriam vem colaborando com o Ministério Hillsong Music Australia ao lado de Darlene Zschech, a líder do grupo, em composições e solos musicais. Miriam também fez solos  nos álbuns ao vivo do Hillsong  como na música  “Saviour” do álbum “God He Reings” , “Worth Is The Lamb” do álbum “You Are My World”e "Exceeding Joy" do álbum "Hope", ambas  compostas por Darlene Zschech. Seus admiradores aguardam ansiosos por um segundo álbum solo, porém Miriam tem se mantido em discretos contraltos e raros solos nos álbuns do Hillsong Music Australia por todos esses anos.

## Discografia
- Never Alone  (1995)
- Made Me Glad (2010)

## Canções
São de sua autoria as seguintes canções interpretadas pelo Hillsong:
- "You Are Faithful" do álbum "Saviour King", 2007,

- “Welcome In This Place”  do álbum  "God He Reigns”, 2005,

- “Exceeding Joy”  do álbum  “ Hope”, 2003,

- “Made Me Glad”  do álbum  “Blessed”, 2002,

- “Most Holy”  e  “ Angel Of The Lord”  do álbum  “Faithfull”, 2004;

- “Do What You Said”   e  “Jesus Wont It All”  do álbum  “Amazing Love”;

- “Dweeling Places”  do álbum  “By Your Side”,

- “Fall Upon Your Knees”  do álbum  “Simple Worship 2”;

- “It Is He”  do álbum  “Simple Worship 3”;  “I Will Love”  do álbum  “For All You’ve Done”, 2004;

- “The Only Name”,  dueto com  Darlene Zschech

- “Redeemer King” dueto com Scott Hopkins ambas para o álbum “Songs For Communion”.

## Ver Também
- Hillsong Church
- Hillsong United
- Hillsong Music Australia.
- Darlene Zschech